# Mistrzostwa Świata w Piłce Nożnej 2014 (eliminacje strefy CAF)/Grupa F

## Tabela
| Lp. | Drużyna | M | Mecze | Mecze | Mecze | Bramki | Bramki | Bramki | Pkt |
| Lp. | Drużyna | M | W     | R     | P     | +      | −      | +/−    | Pkt |
| --- | ------- | - | ----- | ----- | ----- | ------ | ------ | ------ | --- |
| 1.  | Nigeria | 6 | 3     | 3     | 0     | 7      | 3      | +4     | 12  |
| 2.  | Malawi  | 6 | 1     | 4     | 1     | 4      | 5      | −1     | 7   |
| 3.  | Kenia   | 6 | 1     | 3     | 2     | 4      | 5      | −1     | 6   |
| 4.  | Namibia | 6 | 1     | 2     | 3     | 2      | 4      | −2     | 5   |

## Mecze
Czas:CET
| 2 czerwca 2012 15:00 | Kenia | 0:0(0:0) | Malawi | Moi International Sports Centre, Nairobi Widzów: 14,000 Sędzia: Eric Otogo-Castane |
|                      |       |          |        |                                                                                    |

| 3 czerwca 2012 17:00 | Nigeria · Uche 80' | 1:0(0:0) | Namibia | U. J. Esuene Stadium, Calabar Widzów: 10,000 Sędzia: Khalid Abdel Rahman |
|                      |                    |          |         |                                                                          |

| 9 czerwca 2012 14:30 | Malawi · Banda 90+2' | 1:1(0:0) | Nigeria · Gabriel 89' | Kamuzu Stadium, Blantyre Widzów: 25,000 Sędzia: Rajindraparsad Seechurn |
|                      |                      |          |                       |                                                                         |

| 9 czerwca 2012 19:00 | Namibia · Botes 85' | 1:0(0:0) | Kenia | Sam Nujoma Stadium, Windhuk Widzów: 12,000 Sędzia: Joshua Bondo |
|                      |                     |          |       |                                                                 |

| 23 marca 2013 16:00 | Nigeria · Oduamadi 90+3' | 1:1(0:1) | Kenia · 36' Kahata | U. J. Esuene Stadium, Calabar Widzów: 7,475 Sędzia: Joshua Bondo |
|                     |                          |          |                    |                                                                  |

| 23 marca 2013 16:00 | Namibia | 0:1(0:0) | Malawi · 70' Mhango | Sam Nujoma Stadium, Windhuk Widzów: 5,000 Sędzia: Med Said Kordi |
|                     |         |          |                     |                                                                  |

| 5 czerwca 2013 14:30 | Malawi | 0:0(0:0) | Namibia | Kamuzu Stadium, Blantyre Widzów: 17,000 Sędzia: Koman Coulibaly |
|                      |        |          |         |                                                                 |

| 5 czerwca 2013 15:00 | Kenia | 0:1(0:0) | Nigeria · 81' Musa | Moi International Sports Centre, Nairobi Widzów: 30,000 Sędzia: Noumandiez Doué |
|                      |       |          |                    |                                                                                 |

| 12 czerwca 2013 14:30 | Malawi · Ngalande 46' · Ng’ambi 80' | 2:2(0:0) | Kenia · 52' Mohammed · 90' (sam.) Kayira | Kamuzu Stadium, Blantyre Widzów: 13,000 Sędzia: Ali Mohamed Adelaïd |
|                       |                                     |          |                                          |                                                                     |

| 12 czerwca 2013 21:00 | Namibia · Hotto 77' | 1:1(0:0) | Nigeria · 83' Oboabona | Sam Nujoma Stadium, Windhuk Widzów: 9,000 Sędzia: Mensur Maeruf |
|                       |                     |          |                        |                                                                 |

| 7 września 2013 17:00 | Nigeria · Emenike 45+1' · Moses 51' (k) | 2:0(1:0) | Malawi | U. J. Esuene Stadium, Calabar Widzów: 8,000 Sędzia: Hamada Nampiandraza |
|                       |                                         |          |        |                                                                         |

| 8 września 2013 15:00 | Kenia · Owino 5' | 1:0(1:0) | Namibia | Moi International Sports Centre, Nairobi Widzów: 20,000 Sędzia: Ghead Grisha |
|                       |                  |          |         |                                                                              |